# Marne (Itália)
45° 37' 31" N 9° 33' 23" E

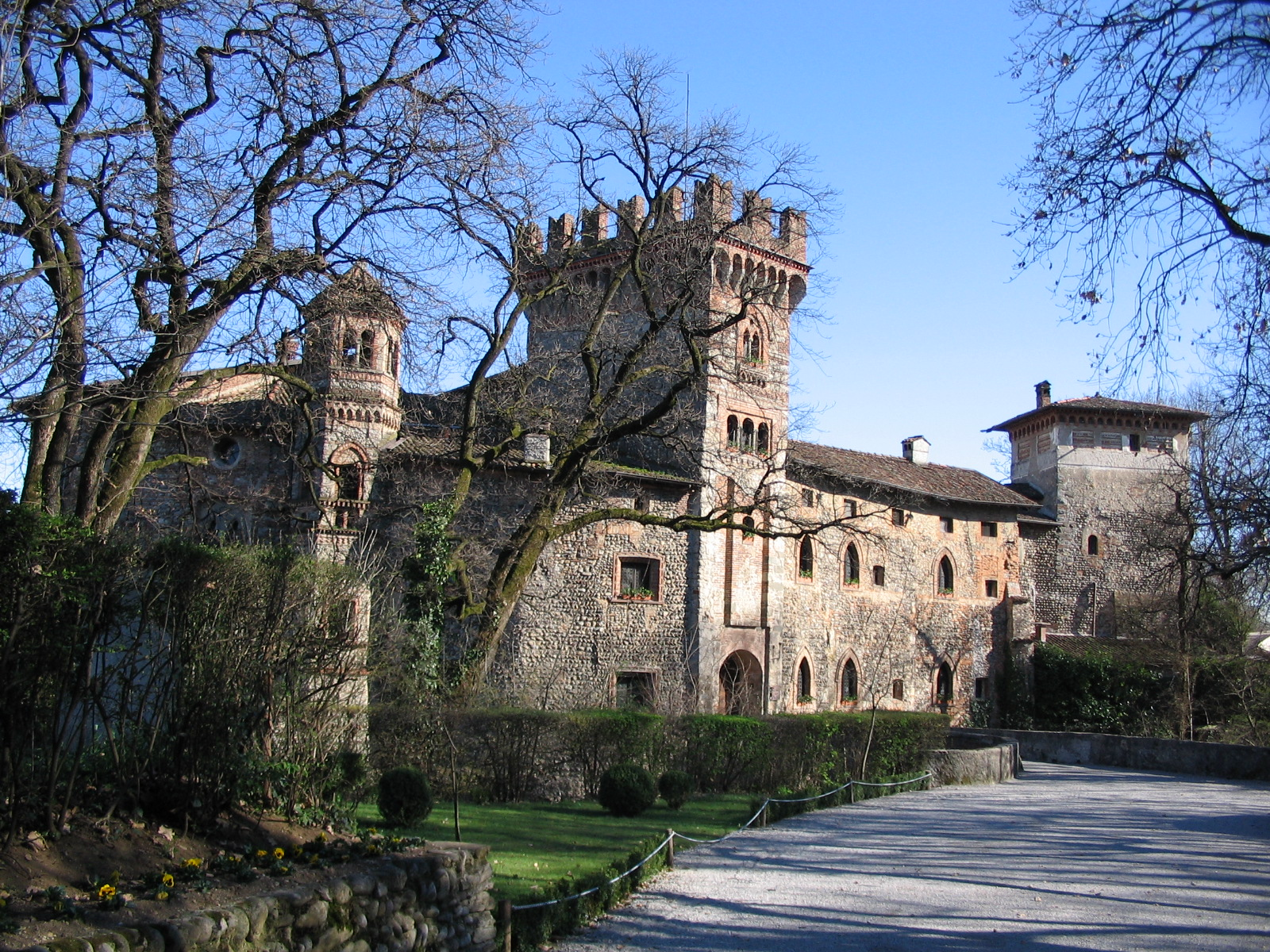
O Castelo de Marne

Marne (em dialeto bergamasco Màren) é uma fração comunal da comuna de Filago, província de Bérgamo, Lombardia, Itália.

## História
O território consta de uma pequena aldeia agrícola que virou parte da comuna de Brembate di Sotto sob a ordem de Napoleão Bonaparte, mas voltou a ser independente em 1815.
Por causa da desurbanização, em seguida (1958) foi anexado à comuna de Filago.

## Pessoas notáveis
- Maurizio Malvestiti, (1953), bispo de Lodi

## Monumentos
- Igreja de São Bartolomeu Século XVI

## Outras imagens

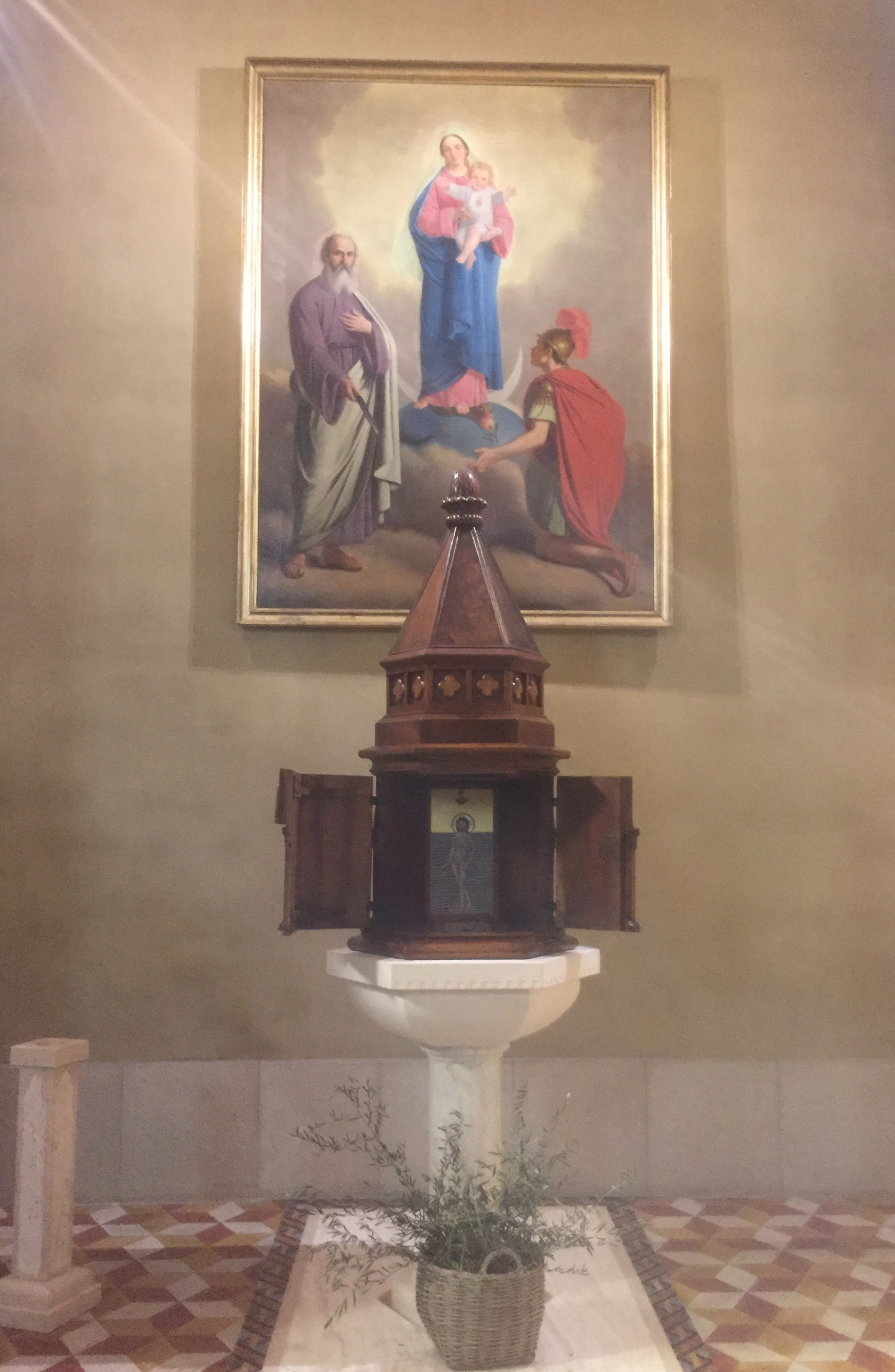
A pia batismal da igreja paroquial